# Antonín Šuránek
Služebník Boží Antonín Šuránek (29. května 1902, Ostrožská Lhota – 3. listopadu 1982, Petřkovice) byl římskokatolický kněz a spirituál olomouckého kněžského semináře.

## Životopis
Narodil se v domě č. 28 v Ostrožské Lhotě jako předposlední ze šesti dětí rodičů Martina Šuránka a Anny roz. Vaňkové. Jeho dětství bylo poznamenáno smrtí matky, která zemřela, když mu bylo pouhých 10 let. Po studiích na obecné škole v Ostrožské Lhotě a měšťanské škole v blízkém Uherském Ostrohu pokračoval ve studiu v Uherském Hradišti, kde žil v podnájmu a studoval na místním gymnáziu. Po maturitě v roce 1922 studoval bohosloví na Cyrilometodějské teologické fakultě Univerzity Palackého v Olomouci. Na kněze byl vysvěcen 5. července 1926 v Olomouci.
Jeho prvním působištěm byly Slatinice u Olomouce (od 2. srpna 1926), kde byl nejprve kaplanem a posléze krátce administrátorem (od 29. července 1929), avšak již k 21. listopadu 1929 byl ustanoven spirituálem v kněžském semináři, ve kterém dříve sám studoval a kde v této funkci setrval až do 31. srpna 1948. Kontakt se Slatinicemi udržoval i během této doby a tak se např. okolo roku 1944 zasloužil o vznik svatoantonínského kultu na nedalekém Malém Kosíři a o vznik Matice sv. Antonína na Kosíři, která zde měla vybudovat poutní komplex podobný Svatému Kopečku u Olomouce. Za druhé světové války také podporoval utiskované studenty bohosloví i jejich rodiny. O prázdninách pobýval při poutní kapli sv. Antonína Paduánského na kopci nad rodnou Ostrožskou Lhotou směrem k Blatnici, o jejíž zvelebování se zasloužil (na tomto místě pak působil znovu ještě v letech 1968–1970).
Od 1. září 1948 působil ještě chvíli jako kaplan u sv. Mořice v Olomouci a suplent pastýřské bohovědy na Cyrilometodějské teologické fakultě Univerzity Palackého. Když však v roce 1950 odmítl spolupracovat s komunistickým režimem, byl zbaven všech funkcí a k 24. září 1950 jmenován kaplanem ve Velkém Ořechově, kde setrval do 11. července 1951. V roce 1951 byl přes nemoc zatčen a bez sdělení obvinění internován v klášteře v Želivě, odkud na protest proti svému zatčení a následnému propuštění odmítl odejít, než byl v roce 1955 z vězení vykázán. Po odchodu z vězení manuálně pracoval (mj. ve vápence ve Štramberku) a v roce 1962 nastoupil do důchodu. V roce 1968 mu bylo umožněno znovu vykonávat kněžskou službu. Krátkou dobu (od 1. října 1968 do 30. června 1969) opět působil jako spirituál v obnoveném kněžském semináři v Olomouci. Na začátku normalizace v roce 1970 byl umístěn jako kněz do Blatničky, v roce 1975 mu však byl opět odebrán státní souhlas s výkonem kněžské služby.
V dobách své kněžské služby (1926–1951 a 1968–1975) usiloval Antonín Šuránek vedle péče o Svatý Antonínek také o záchranu kaple sv. Rocha nad Mařaticemi, kaple sv. Floriána a Šebestiána v Uherském Hradišti a zámečku Pepčína u Vlčnova – ovšem vzhledem k nevoli komunistického režimu jen s částečným úspěchem. K podobnému neúspěchu byly odsouzeny i jeho snahy o zbudování památníku padlým vojákům rumunské armády na kopci Radošově, opravu kaple sv. Floriána v Bzenci (k té nakonec došlo roku 2018) či o podporu československé vzájemnosti zbudováním kaple Panny Marie, Matky jednoty, na vrcholu Velké Javořiny.
Z Blatničky se přestěhoval nejdříve do Uherského Hradiště, a později se svým synovcem P. Antonínem Dominikem pobýval na farách v Liptani, Písařově a Ludgeřovicích, kde dokončil životopis C.A.Stojana. Na tomto jeho posledním pobytu dostal - necelý rok před smrtí - povolení zpovídat. Tehdejší zdravotní stav mu stejně již kázat nedovoloval.
Zemřel 3. listopadu 1982 v nemocnici v Petřkovicích, pochován byl v rodišti, v Ostrožské Lhotě. 

## Kanonizační proces
Po jeho smrti a pádu socialistického režimu v Československu byl započat proces jeho kanonizace. V důsledku toho mu nyní náleží titul služebník Boží. Diecézní proces blahořečení probíhal v letech 1996–1999, jeho platnost byla potvrzena v roce 2001. V roce 2002 bylo při příležitosti oslav stého výročí jeho narození v Ostrožské Lhotě otevřeno Pastorační centrum P. Antonína Šuránka.

## Díla
Jedná se o autora životopisu ct. Antonína Cyrila Stojana (vyšel v několika formách, mj. jako kniha Světlo z Beňova). Mimo něj napsal také mnoho náboženských textů, které byly ale řádně vydány teprve po jeho smrti, společně s knihami o něm a jeho životě. V roce 1948 obhájil svou teologickou doktorskou práci Kořeny Kalvarské oběti, kterou tehdy vlastním nákladem také vydal.